# 粗梗桃叶珊瑚
粗梗桃叶珊瑚（学名：Aucuba robusta）为绞木科桃叶珊瑚属的植物，是中国的特有植物。分布于中国大陆的广西等地，生长于海拔800米至900米的地区，一般生长在山地沟谷密林中，目前尚未由人工引种栽培。